# ボディコンバット
ボディコンバット（英語: BodyCombat™）は、レズミルズ・プログラムの一種で、主に格闘技の動きをベースにした有酸素運動プログラムである。

## 概要
ニュージーランドに本社を置く「Les Mills International」社が考案し、世界中に発信している「レスミルズプログラム」のうち、格闘技（マーシャルアーツ）の動きをベースにしたエクササイズである。1999年よりニュージーランドから世界に発信された。
頭文字から『BC』と略されることがある。
当初（BC1～20）のプログラムディレクターはナザニエル・レイバス（Nathaniel Leivas）とガブリエラ・レイバス（Gabriela Leivas）の夫妻であったが、BC21以降、現在までのプログラムディレクターは、ダン・コーエン（Dan Cohen）とレイチェル・ニューシャム（Rachael Newsham）のふたりである。
日本では長らくコナミスポーツクラブが総代理店であったが、2016年8月をもって代理店契約を解消し、同年9月1日よりレスミルズが独自で展開する体制に移行となった。現在、日本でレスミルズの直接展開を行うために、新たにチームを東京で結成中であると公式発表されている。
ボディーコンバットは、代理店契約解消したがコナミスポーツクラブではまだ教室として開催している。
日本では2000年に導入された。2021年6月現在の最新プログラムナンバーはBC87である。日本ではBC2とBC3とBC5は導入されていなかったが
BC5についてはB.T.S.J. TOUR 2000でリーバス夫妻が来日した際、希望者限定でミニWSが行われそれ以降解禁となった。
BC2 BC3については未だ世界的に解禁されていない。（一部の国ではBC3のみ解禁あり）

## 特徴
キックボクシング、テコンドー、空手、ムエタイ、ボクシング、太極拳、カポエイラの動きが取り入れられており、エアロビクスの効果だけでなく、ストレス解消も兼ねたトレーニングとなっている。日本にはボディパンプの次に導入された。
ベースはキックボクシングで、それに他の格闘技が組み合わされている形となっているプログラムが主である。プログラムはコンバットトラックとパワートラック、ムエタイトラック、筋力コンディショニングで構成されている。
コンバットトラックはパンチとキックを含めた動き、パワートラックはパンチのみで構成された動きである。いずれにしてもメインは上半身（とくに腕と肩と腹筋）だが、ボクシングのフットワークやランニング、足を前後に動かす《シザーズ》、足を左右にクロスさせる《クロス》といった動きのほか、蹴り技も取り入れているため、結局のところは下半身もよく使う全身運動になる。

## 所要時間と構成

### ボディコンバットテック（15分～20分）
ここでは初心者の怪我を防止し、運動効果を高めるために基本的な動き（パンチ・キック）の正しい姿勢を教える。
パンチはジャブ・クロス（ストレート）・アッパー・フック、キックはフロントキック・サイドキック・簡単な回し蹴りを教えられることが多い。それから、プログラムに関係ある技（簡単な跳び蹴り・エルボーなど）を教えられることもある。
コナミスポーツクラブ以外のスポーツクラブでは、別の言い方をされる事がある。

### ボディコンバットショート（30分）
ボディコンバットを初めて日が浅い初心者・初級者向けのプログラム。ウォーミングアップ（パンチ・キック）・コンバットトラック・ムエタイトラック・パワートラック・クールダウンの全部で5曲が行われる。
※ムエタイトラックはBC31から必須プログラムとなった。

### ボディコンバット45（45分）
マスタークラスから、パワートラック2、筋力コンディショニングのトレーニングを取り除いた8曲を行う。
ショートクラスがない場合や、時間的都合でショートクラスに参加できない初心者はこのクラスから受けることになるが、体力と持久力が要求される。

### ボディコンバット（60分）
60分間のプログラムは「マスタークラス」と呼ばれることもある。
ボディコンバットプログラムのすべての曲（ウォーミングアップ(パンチ・キック)、コンバット1、パワー1、コンバット2、パワー2、コンバット3、ムエタイ、パワー3、筋力コンディショニング、クールダウンの全10曲構成）を行うクラス。
1時間行う分きつい内容となっているが、上半身の筋力と全身持久力が鍛えられ、テンションに乗れればストレス発散になる。
ただし、初心者や運動経験がほとんど無い人が初めてこのプログラムを受ける場合、60分（マスタークラス）からよりも型や流れを覚える意味合いでテック、またはショート（30分）から参加することが推奨されている。

## プログラムの内容
以下はBC14～の構成である。BC13までは、1曲目と2曲目がウォーミングアップ、3,5,7曲目がコンバットトラック、4,6,8曲目がパワートラック、9曲目が筋力コンディショニング、10曲目がクールダウンとなっており、ムエタイトラックはなかった。
| トラック                    | ショート(30分)(～2011/08) | ショート(30分)(2011/09～) | 45(45分) | マスター(60分) | 内容                                                |
| 1（ウォーミングアップ）     | ●                         | ●                         | ●        | ●              | 全身の筋肉を使う、2～3曲構成の場合がある            |
| 2（コンバットトラック）     | ○                         | ×                         | ●        | ●              | コンバット1                                         |
| 3（パワートラック）         | ○                         | ×                         | ●        | ●              | パワー1                                             |
| 4（コンバットトラック）     | ○                         | ×                         | ●        | ●              | コンバット2、2曲構成の場合がある                    |
| 5（パワートラック）         | ○                         | ×                         | ×        | ●              | パワー2（その場でのランニングを含む）               |
| 6（コンバットトラック）     | ○                         | ●                         | ●        | ●              | コンバット3                                         |
| 7（ムエタイトラック）       | ●                         | ●                         | ●        | ●              | ムエタイ                                            |
| 8（パワートラック）         | ○                         | ●                         | ●        | ●              | パワー3（スタジオ内を何周かまわるランニングを含む） |
| 9（筋力コンディショニング） | ×                         | ×                         | ×        | ●              | 腕立て伏せ、腹筋                                    |
| 10（クールダウン）          | ●                         | ●                         | ●        | ●              | クールダウン                                        |

- 2011年8月までのショートの2曲目はコンバットトラックから、3曲目はパワートラックから選ばれる。順序は、ウォーミングアップ→コンバットトラック→ムエタイトラック→パワートラック→クールダウンとなっている。
- 2011年9月から（店舗によっては2011年6月から順次）のショートの2曲目はパワートラック3固定、4曲目はコンバットトラック3固定となる。順序は、ウォーミングアップ→パワートラック3→ムエタイトラック→コンバットトラック3→クールダウンとなっている。
- 使用曲については：レスミルズジャパン曲リストを参照
- コリオ（振り付け）は「Les Mills International」によってほぼ3ヵ月毎に更新される

## その他
- レッスン中は原則として、インストラクターの指示通りのスピード・カウントでトレーニングが行われる。
  - 例：レベル1…ひとつひとつの動作をゆっくり行う、レベル2…動作を若干速くする、レベル3…きちんとした体勢をとれる範囲での最高スピード
- BGMにゴング音やパンチ、キックなどの衝撃音が効果音として、編集されたものを使用されていたが、BC15を境に中止。
  - 但し南米など規制の緩い[要出典]国では効果音バージョンを使用している。